# 2e étape du Tour de France 2018
Pour un article plus général, voir Tour de France 2018.
La 2e étape du Tour de France 2018 se déroule le dimanche 8 juillet 2018 entre Mouilleron-Saint-Germain et La Roche-sur-Yon, sur une distance de 185 kilomètres. Elle est remportée au sprint par le coureur slovaque Peter Sagan, de l'équipe Bora-Hansgrohe, qui revêt le maillot jaune.

## Parcours
Annoncée initialement par le maire de La Roche-sur-Yon sur la place Napoléon, en enlevant les animaux mécaniques et en recouvrant les bassins, l'arrivée est finalement organisée en périphérie de la ville, boulevard d'Eylau.

## Résultats

### Classement de l'étape
| Classement de la 2e étape | Classement de la 2e étape | Classement de la 2e étape | Classement de la 2e étape | Classement de la 2e étape |
|                           | Coureur                   | Pays                      | Équipe                    | Temps                     |
| ------------------------- | ------------------------- | ------------------------- | ------------------------- | ------------------------- |
| 1er                       | Peter Sagan               | Slovaquie                 | Bora-Hansgrohe            | en 4 h 23 min 32 s        |
| 2e                        | Sonny Colbrelli           | Italie                    | Bahrain-Merida            | + 0 s                     |
| 3e                        | Arnaud Démare             | France                    | Groupama-FDJ              | + 0 s                     |
| 4e                        | André Greipel             | Allemagne                 | Lotto-Soudal              | + 0 s                     |
| 5e                        | Alexander Kristoff        | Norvège                   | UAE Emirates              | + 0 s                     |
| 6e                        | Timothy Dupont            | Belgique                  | Wanty-Groupe Gobert       | + 0 s                     |
| 7e                        | Alejandro Valverde        | Espagne                   | Movistar                  | + 0 s                     |
| 8e                        | Andrea Pasqualon          | Italie                    | Wanty-Groupe Gobert       | + 0 s                     |
| 9e                        | John Degenkolb            | Allemagne                 | Trek-Segafredo            | + 0 s                     |
| 10e                       | Philippe Gilbert          | Belgique                  | Quick-Step Floors         | + 0 s                     |
| modifier                  |                           |                           |                           |                           |

### Points attribués
| Sprint intermédiaire Beaulieu-sous-la-Roche (km 132) | Sprint intermédiaire Beaulieu-sous-la-Roche (km 132) | Sprint intermédiaire Beaulieu-sous-la-Roche (km 132) | Sprint intermédiaire Beaulieu-sous-la-Roche (km 132) | Sprint intermédiaire Beaulieu-sous-la-Roche (km 132) |
| ---------------------------------------------------- | ---------------------------------------------------- | ---------------------------------------------------- | ---------------------------------------------------- | ---------------------------------------------------- |
|                                                      | Coureur                                              | Pays                                                 | Équipe                                               | Point(s)                                             |
| 1er                                                  | Sylvain Chavanel                                     | France                                               | Direct Énergie                                       | 20                                                   |
| 2e                                                   | Peter Sagan                                          | Slovaquie                                            | Bora-Hansgrohe                                       | 17                                                   |
| 3e                                                   | Fernando Gaviria                                     | Colombie                                             | Quick-Step Floors                                    | 15                                                   |
| 4e                                                   | Alexander Kristoff                                   | Norvège                                              | UAE Emirates                                         | 13                                                   |
| 5e                                                   | Arnaud Démare                                        | France                                               | Groupama-FDJ                                         | 11                                                   |
| 6e                                                   | Thomas Boudat                                        | France                                               | Direct Énergie                                       | 10                                                   |
| 7e                                                   | Maciej Bodnar                                        | Pologne                                              | Bora-Hansgrohe                                       | 9                                                    |
| 8e                                                   | Daniel Oss                                           | Italie                                               | Bora-Hansgrohe                                       | 8                                                    |
| 9e                                                   | Maximiliano Richeze                                  | Argentine                                            | Quick-Step Floors                                    | 7                                                    |
| 10e                                                  | André Greipel                                        | Allemagne                                            | Lotto-Soudal                                         | 6                                                    |
| 11e                                                  | Jacopo Guarnieri                                     | Italie                                               | Groupama-FDJ                                         | 5                                                    |
| 12e                                                  | Marcel Kittel                                        | Allemagne                                            | Katusha-Alpecin                                      | 4                                                    |
| 13e                                                  | Andrea Pasqualon                                     | Italie                                               | Wanty-Groupe Gobert                                  | 3                                                    |
| 14e                                                  | Philippe Gilbert                                     | Belgique                                             | Quick-Step Floors                                    | 2                                                    |
| 15e                                                  | Marcus Burghardt                                     | Allemagne                                            | Bora-Hansgrohe                                       | 1                                                    |
| modifier                                             |                                                      |                                                      |                                                      |                                                      |

| Arrivée d'étape La Roche-sur-Yon (km 201) | Arrivée d'étape La Roche-sur-Yon (km 201) | Arrivée d'étape La Roche-sur-Yon (km 201) | Arrivée d'étape La Roche-sur-Yon (km 201) | Arrivée d'étape La Roche-sur-Yon (km 201) |
| ----------------------------------------- | ----------------------------------------- | ----------------------------------------- | ----------------------------------------- | ----------------------------------------- |
|                                           | Coureur                                   | Pays                                      | Équipe                                    | Point(s)                                  |
| 1er                                       | Peter Sagan                               | Slovaquie                                 | Bora-Hansgrohe                            | 50                                        |
| 2e                                        | Sonny Colbrelli                           | Italie                                    | Bahrain-Merida                            | 30                                        |
| 3e                                        | Arnaud Démare                             | France                                    | Groupama-FDJ                              | 20                                        |
| 4e                                        | André Greipel                             | Allemagne                                 | Lotto-Soudal                              | 18                                        |
| 5e                                        | Alexander Kristoff                        | Norvège                                   | UAE Emirates                              | 16                                        |
| 6e                                        | Timothy Dupont                            | Belgique                                  | Wanty-Groupe Gobert                       | 14                                        |
| 7e                                        | Alejandro Valverde                        | Espagne                                   | Movistar                                  | 12                                        |
| 8e                                        | Andrea Pasqualon                          | Italie                                    | Wanty-Groupe Gobert                       | 10                                        |
| 9e                                        | John Degenkolb                            | Allemagne                                 | Trek-Segafredo                            | 8                                         |
| 10e                                       | Philippe Gilbert                          | Belgique                                  | Quick-Step Floors                         | 7                                         |
| 11e                                       | Julian Alaphilippe                        | France                                    | Quick-Step Floors                         | 6                                         |
| 12e                                       | Jasper Stuyven                            | Belgique                                  | Trek-Segafredo                            | 5                                         |
| 13e                                       | Guillaume Van Keirsbulck                  | Belgique                                  | Wanty-Groupe Gobert                       | 4                                         |
| 14e                                       | Bob Jungels                               | Pays-Bas                                  | Quick-Step Floors                         | 3                                         |
| 15e                                       | Greg Van Avermaet                         | Belgique                                  | BMC Racing                                | 2                                         |
| modifier                                  |                                           |                                           |                                           |                                           |

|   | Coureur          | Pays        | Équipe            | Bonifications |
| - | ---------------- | ----------- | ----------------- | ------------- |
| 1 | Sylvain Chavanel | France      | Direct Énergie    | 3 s           |
| 2 | Philippe Gilbert | Belgique    | Quick-Step Floors | 2 s           |
| 3 | Geraint Thomas   | Royaume-Uni | Sky               | 1 s           |

|   | Coureur         | Pays      | Équipe         | Bonifications |
| - | --------------- | --------- | -------------- | ------------- |
| 1 | Peter Sagan     | Slovaquie | Bora-Hansgrohe | 10 s          |
| 2 | Sonny Colbrelli | Italie    | Bahrain-Merida | 6 s           |
| 3 | Arnaud Démare   | France    | Groupama-FDJ   | 4 s           |

### Cols et côtes
| \| Côte de Pouzauges (km 28) 4e catégorie (1 km à 3,9%) \| Côte de Pouzauges (km 28) 4e catégorie (1 km à 3,9%) \| Côte de Pouzauges (km 28) 4e catégorie (1 km à 3,9%) \| Côte de Pouzauges (km 28) 4e catégorie (1 km à 3,9%) \| Côte de Pouzauges (km 28) 4e catégorie (1 km à 3,9%) \| \| ---------------------------------------------------- \| ---------------------------------------------------- \| ---------------------------------------------------- \| ---------------------------------------------------- \| ---------------------------------------------------- \| \| \| Coureur \| Pays \| Équipe \| Point(s) \| \| 1er \| Dion Smith \| Nouvelle-Zélande \| Wanty-Groupe Gobert \| 1 \| \| modifier \| \| \| \| \| |            |                  |                     |          |
| Côte de Pouzauges (km 28) 4e catégorie (1 km à 3,9%) |            |                  |                     |          |
| | Coureur    | Pays             | Équipe              | Point(s) |
| 1er | Dion Smith | Nouvelle-Zélande | Wanty-Groupe Gobert | 1        |
| modifier |            |                  |                     |          |

### Prix de la combativité
- Sylvain Chavanel (Direct Énergie)

## Classements à l'issue de l'étape

### Classement général
| Classement général | Classement général | Classement général | Classement général | Classement général |
|                    | Coureur            | Pays               | Équipe             | Temps              |
| ------------------ | ------------------ | ------------------ | ------------------ | ------------------ |
| 1er                | Peter Sagan        | Slovaquie          | Bora-Hansgrohe     | en 8 h 29 min 53 s |
| 2e                 | Fernando Gaviria   | Colombie           | Quick-Step Floors  | + 6 s              |
| 3e                 | Sonny Colbrelli    | Italie             | Bahrain-Merida     | + 10 s             |
| 4e                 | Marcel Kittel      | Allemagne          | Katusha-Alpecin    | + 12 s             |
| 5e                 | Sylvain Chavanel   | France             | Direct Énergie     | + 13 s             |
| 6e                 | Philippe Gilbert   | Belgique           | Quick-Step Floors  | + 14 s             |
| 7e                 | Geraint Thomas     | Royaume-Uni        | Sky                | + 15 s             |
| 8e                 | Oliver Naesen      | Belgique           | AG2R La Mondiale   | + 15 s             |
| 9e                 | Alexander Kristoff | Norvège            | UAE Emirates       | + 16 s             |
| 10e                | John Degenkolb     | Allemagne          | Trek-Segafredo     | + 16 s             |
| modifier           |                    |                    |                    |                    |

### Classement par points
| Classement par points | Classement par points | Classement par points | Classement par points | Classement par points |
| --------------------- | --------------------- | --------------------- | --------------------- | --------------------- |
|                       | Coureur               | Pays                  | Équipe                | Point(s)              |
| 1er                   | Peter Sagan           | Slovaquie             | Bora-Hansgrohe        | 104 points            |
| 2e                    | Fernando Gaviria      | Colombie              | Quick-Step Floors     | 78 pts                |
| 3e                    | Alexander Kristoff    | Norvège               | UAE Emirates          | 53 pts                |
| 4e                    | Arnaud Démare         | France                | Groupama-FDJ          | 41 pts                |
| 5e                    | André Greipel         | Allemagne             | Lotto-Soudal          | 35 pts                |
| 6e                    | Sonny Colbrelli       | Italie                | Bahrain-Merida        | 30 pts                |
| 7e                    | Marcel Kittel         | Allemagne             | Katusha-Alpecin       | 28 pts                |
| 8e                    | Sylvain Chavanel      | France                | Direct Énergie        | 20 pts                |
| 9e                    | Jérôme Cousin         | France                | Direct Énergie        | 20 pts                |
| 10e                   | Timothy Dupont        | Belgique              | Wanty-Groupe Gobert   | 19 pts                |
| modifier              |                       |                       |                       |                       |

### Classement du meilleur jeune
| Classement général du meilleur jeune | Classement général du meilleur jeune | Classement général du meilleur jeune | Classement général du meilleur jeune | Classement général du meilleur jeune |
|                                      | Coureur                              | Pays                                 | Équipe                               | Temps                                |
| ------------------------------------ | ------------------------------------ | ------------------------------------ | ------------------------------------ | ------------------------------------ |
| 1er                                  | Fernando Gaviria                     | Colombie                             | Quick-Step Floors                    | en 8 h 29 min 59 s                   |
| 2e                                   | Dylan Groenewegen                    | Pays-Bas                             | Lotto NL-Jumbo                       | + 10 s                               |
| 3e                                   | Dion Smith                           | Nouvelle-Zélande                     | Wanty-Groupe Gobert                  | + 10 s                               |
| 4e                                   | Tiesj Benoot                         | Belgique                             | Lotto-Soudal                         | + 10 s                               |
| 5e                                   | Thomas Boudat                        | France                               | Direct Énergie                       | + 10 s                               |
| 6e                                   | Søren Kragh Andersen                 | Danemark                             | Sunweb                               | + 10 s                               |
| 7e                                   | Anthony Turgis                       | France                               | Cofidis                              | + 10 s                               |
| 8e                                   | Rick Zabel                           | Allemagne                            | Katusha-Alpecin                      | + 10 s                               |
| 9e                                   | Nils Politt                          | Allemagne                            | Katusha-Alpecin                      | + 10 s                               |
| 10e                                  | Oliviero Troia                       | Italie                               | UAE Emirates                         | + 42 s                               |
| modifier                             |                                      |                                      |                                      |                                      |

### Classement du meilleur grimpeur
| Classement du meilleur grimpeur | Classement du meilleur grimpeur | Classement du meilleur grimpeur | Classement du meilleur grimpeur | Classement du meilleur grimpeur |
| ------------------------------- | ------------------------------- | ------------------------------- | ------------------------------- | ------------------------------- |
|                                 | Coureur                         | Pays                            | Équipe                          | Point(s)                        |
| 1er                             | Dion Smith                      | Nouvelle-Zélande                | Wanty-Groupe Gobert             | 1 point                         |
| 2e                              | Kévin Ledanois                  | France                          | Fortuneo-Samsic                 | 1 pt                            |
| modifier                        |                                 |                                 |                                 |                                 |

### Classement par équipes
| Classement par équipes | Classement par équipes | Classement par équipes | Classement par équipes |
|                        | Équipe                 | Pays                   | Temps                  |
| ---------------------- | ---------------------- | ---------------------- | ---------------------- |
| 1re                    | Quick-Step Floors      | Belgique               | en 25 h 30 min 27 s    |
| 2e                     | Wanty-Groupe Gobert    | Belgique               | + 0 s                  |
| 3e                     | Astana                 | Kazakhstan             | + 0 s                  |
| 4e                     | Trek-Segafredo         | États-Unis             | + 0 s                  |
| 5e                     | Bora-Hansgrohe         | Allemagne              | + 0 s                  |
| 6e                     | Bahrain-Merida         | Bahreïn                | + 0 s                  |
| 7e                     | Katusha-Alpecin        | Suisse                 | + 0 s                  |
| 8e                     | Dimension Data         | Afrique du Sud         | + 0 s                  |
| 9e                     | Sunweb                 | Allemagne              | + 0 s                  |
| 10e                    | Cofidis                | France                 | + 0 s                  |
| modifier               |                        |                        |                        |

## Abandons
- 127 -  Luis León Sánchez (Astana) : Abandon[3]
- 196 -  Tsgabu Grmay (Trek-Segafredo) : Abandon[3]